# Efectul Bernoulli
Efectul Bernoulli este un fenomen fizic legat de fluide in curgere. Este analizat într-un cadru teoretic datorat lui Giovanni Battista Venturi și Daniel Bernoulli, datând din secolul XVIII, teoria mecanicii fluidelor (lichide și gaze). Această teorie constituie și în prezent un element fundamental ca bază de  calcul în procesele aero- și hidrodinamice.

## Efectul Venturi
Italianul Giovanni Battista Venturi a descoperit fenomenul de accelerare a curentului unui fluid prin reducerea secțiunii transversale (gâtuirea) țevii prin care curge fluidul, viteza maximă de curgere fiind în punctul unde este cea mai mică secțiune transversală.
Dacă se consideră un fluid teoretic ca necomprimabil la care practic gradul de reducere a volumului este minimă la comprimare, în acest caz putem exprima „Efectul Bernoulli” prin ecuațiile:
{\displaystyle m{\frac {dv}{dt}}=-F}
{\displaystyle \rho Adx{\frac {dv}{dt}}=-Adp}
{\displaystyle \rho {\frac {dv}{dt}}=-{\frac {dp}{dx}}}
- Știind că: {\displaystyle v=v(x)}

{\displaystyle {\frac {dv}{dt}}={\frac {dv}{dx}}{\frac {dx}{dt}}={\frac {dv}{dx}}v={\frac {d}{dx}}{\frac {v^{2}}{2}}}
Cu {\displaystyle \rho } constant, putem scrie ecuația:
{\displaystyle {\frac {d}{dx}}\left(\rho {\frac {v^{2}}{2}}+p\right)=0}
Sau:
{\displaystyle {\frac {v^{2}}{2}}+{\frac {p}{\rho }}=C} Unde C - este o constantă.